# Будівництво торгово-офісного центру на станції метро «Театральна» (Київ)

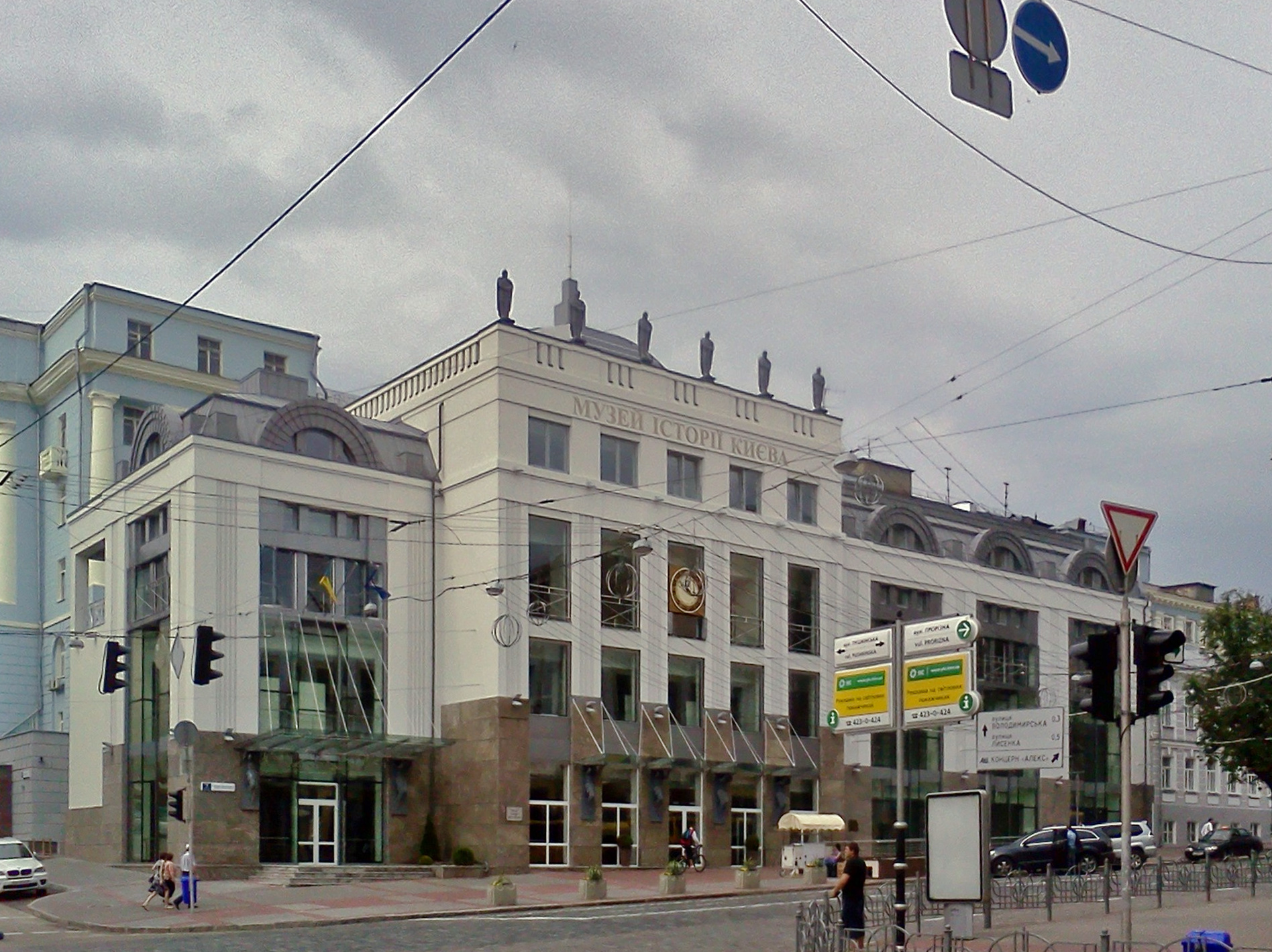
Завершена будівля ТОЦ по вул. Богдана Хмельницького, 7

Будівництво торгово-офісного центру по вул. Богдана Хмельницького, 7 — скандально відомий проєкт зі спорудження 5-поверхової офісної будівлі в історичній частині Києва над станцією метро «Театральна» компанією «Альянс-Центр». Процес будівництва від початку у 2003 році супроводжувався громадськими протестами і судовими позовами. Кияни, що оспорювали законність будівництва, виграли в судах першої інстанції і суд визнав, що забудовник не має права на земельну ділянку. Проте будівлю майже добудували, а прецедент набув широкого розголосу в суспільстві.
Висловлювались припущення щодо можливої небезпечності масивної новобудови для станції метро «Театральна», зокрема для куполу вестибюля станції. Висновки державних комісій, які досліджували це питання, змінювались, а комісія КМДА у 2011 році виявила порушення нормативних вимог щодо розташування об'єкту над діючою станцією метрополітену, рекомендувала знести будівлю і відновити на місці сквер.
У 2011 році забудовник підписав з владою міста мирову і передав недобудований об'єкт у власність міста Києва. Тепер влада міста озвучує плани щодо розміщення в ньому Музею історії Києва, який з часу виселення у 2004 році з Кловського палацу не має повноцінних приміщень для експозиції.

## Історія ділянки

Дім за адресою Леніна, 7. Фото 1970-х років

У середині XIX ст. за архівними документами садиба № 7 на розі вулиць Пушкінської і Фундуклєївської (тепер вул. Богдана Хмельницького) належала колезькому раднику Климовичу. Тут був невеликий цегляний півтора-поверховий дім, збудований у стилі того часу.
У березні 1871 року садибу викупає видатний український громадський діяч Григорій Ґалаґан. Поряд у будівлях № 9-11 Галаган заснував Колегію Павла Ґалаґана. Загалом архітектурний ансамбль колегії складався з 5 споруд по вулиці Фундуклеївській, а саме в цьому особняку № 7 мешкала родина Ґалаґанів і настоятеля церкви, яка розташовувалась в лівому крилі головного корпусу колегії. Колегія діяла з 1870 по 1917 рік, її випускниками було чимало видатних людей.
З 1919 року у будинку № 7 був лікувальний заклад, потім театральний технікум, з 1928 року — Київська філія Інституту літературознавства ім. Тараса Шевченка, у 1930–1938 роках — Будинок літераторів.
У 1981 році колишній будинок Галаганів на розі вулиць Пушкінської та Леніна розібрали під час будівництва станції метро «Ленінська» (тепер «Театральна»). На ділянці облаштували сквер.

## Будівництво торгово-офісного центру

### Хронологія подій 2003–2011
У листопаді 2003 року Київрада уклала договір оренди на ділянку з компанією «Альянс-Центр». Після протестів киян проти будівництва офісно-торговельного центру на місці скверу та відкликання Київським метрополітеном своєї згоди на будівництво об'єкта на цій ділянці у зв'язку з тим, що той розташований над підземним вестибюлем станції метро «Театральна» і загрожує пошкодженням купола вестибюля станції, Київрада в липні 2006 року скасувала своє рішення.
12 грудня 2007 Мінкультури включило земельну ділянку по вулиці Богдана Хмельницького, 7 до охоронної зони Театру імені Лесі Українки.
20 грудня 2007 року цю ділянку згідно з рішенням Київради було продано «Альянс-Центру».
Наприкінці 2009 року мешканці довколишніх будинків зібрали більше трьох тисяч підписів за призупинення будівництва.
На початку грудня 2010 року будівництво відновилося, і триває цілодобово.
2 лютого 2011 року віце-прем'єр-міністр — міністр регіонального розвитку, будівництва та житлово-комунального господарства України Віктор Тихонов заявив, що Кабінет міністрів України докладе всіх зусиль, щоб зупинити скандальне будівництво торгово-офісного центру.
7 лютого 2011 року чинний голова КМДА Олександр Попов пообіцяв, що будівництво біля станції метро «Театральна» має бути припинено до 9 лютого.
10 лютого 2011 року головний архітектор Києва Сергій Целовальник заявив, що будівельний кран на будмайданчику буде демонтований з 17 по 20 лютого.
28 березня 2011 року Київський апеляційний господарський суд визнав будівництво незаконним. Таким чином, суд задовольнив апеляційну скаргу Генеральної прокуратури України.
7 квітня 2011 року за інформацією Укрінформу почались роботи зі знесення торгово-офісного центру, а 8 квітня з'явилась інформація про продовження будівельних робіт.
У травні 2011 року тимчасова комісія КМДА з перевірки об'єктів, що будуються в центральній історичній частині Києва, створена за дорученням прем'єр-міністра Миколи Азарова, виявила стосовно будівництва низку порушень різного характеру. Комісія вирішила, що потрібно демонтувати будівництво торгового центру, відновити сквер й направила свої висновки в правоохоронні органи, прокуратуру й суд.
26 серпня 2011 року КМДА повідомила, що Олександр Попов домовився із забудовником про те, що забудовник подарує будівлю місту, і в ньому буде розміщений Музей історії Києва.

### Акції протесту
- Січень 2005 — місцеві мешканці знесли паркан і розбили у сквері намети за підтримки громадських організацій.
- 25 грудня 2010 — акція на захист скверу, учасники принесли під КМДА шматок паркану від будівництва на «Театральній»[12]
- 19 січня 2011 року — акція протесту, забудову закидали димовими шашками.[13]
- 23, 24 і 25 березня 2011 — акція «Покажи Президенту незаконну забудову». Під час акції сотні людей сфотографувалися під будівельним краном над метро «Театральна», тримаючи в руках табличку «Тут має бути сквер».
- 30 березня 2011 — продовження акції «Покажи Президенту незаконну забудову»[14]
- 8 квітня 2011 — фотовиставка незаконних забудов під КМДА
- 14 квітня 2011 — акція «Зберемо хабар КМДА»
- 18 серпня 2011 — в рамках акції протесту активісти закидали забудову яйцями[15]

### Висновки комісії КМДА 2011
Тимчасова комісія КМДА у травні 2011 року виявила порушення:
- у наданні ділянки Київрадою, через недотримання вимог щодо відстані між існуючим будинком та новобудовою (порушення нормативних вимог ДБН 360-92 **);
- у розташування об'єкта над станцією метро, що дуже небезпечно для людей (порушення нормативних вимог ДБН В.2.3-7-2003);
- у відсутності погодження проекту будівництва з органом охорони культурної спадщини[2].

У повідомленні КМДА щодо висновків комісії зазначалося:

| Комісія вважає за необхідне вжити заходів для зупинки і демонтажу будівництва ТОЦ на вул. Богдана Хмельницького, 7 з подальшим відновленням скверу з комплексним благоустроєм території за кошти забудовника. |.

## Проект заповідника «Колегія Ґалаґана»
У XVII–XVIII ст. культурно-просвітницьким центром Києва була Києво-Могилянська академія, в середині XIX ст. центром став університет св. Володимира, а в кінці XIX ст. — Колегія Павла Ґалаґана. Цей навчальний заклад є частиною історії Києва.
За словами архітектора Валентини Шевченко, керівника робіт з реставрації головного корпусу Колегії Ґалаґана (1982), в результаті вивчення історичних матеріалів виникла ідея створення заповідника «Колегія Ґалаґана». Ця ідея була оформлена, подана на розгляд і отримала схвалення. Для завершення історичного ансамблю потрібно відтворити будинок на розі вулиць Пушкінської і Хмельницького, створити ліхтарі XIX ст., відновити огорожу і перефарбувати будівлю головного корпусу в автентичні кольори.